# Museu de Valores do Banco Central
O Museu de Valores do Banco Central é um museu brasileiro, com sede em Brasília, no Distrito Federal. Possui dois tipos de acervo: o numismático e o artístico. O acervo numismático é composto por cédulas, moedas e outros valores impressos, barras de ouro, medalhas e curiosidades numismáticas ligadas ao dinheiro e à tecnologia de sua fabricação. O acervo artístico engloba 554 obras, entre as quais pinturas, desenhos, gravuras e esculturas, principalmente de artistas brasileiros relacionados ao modernismo.

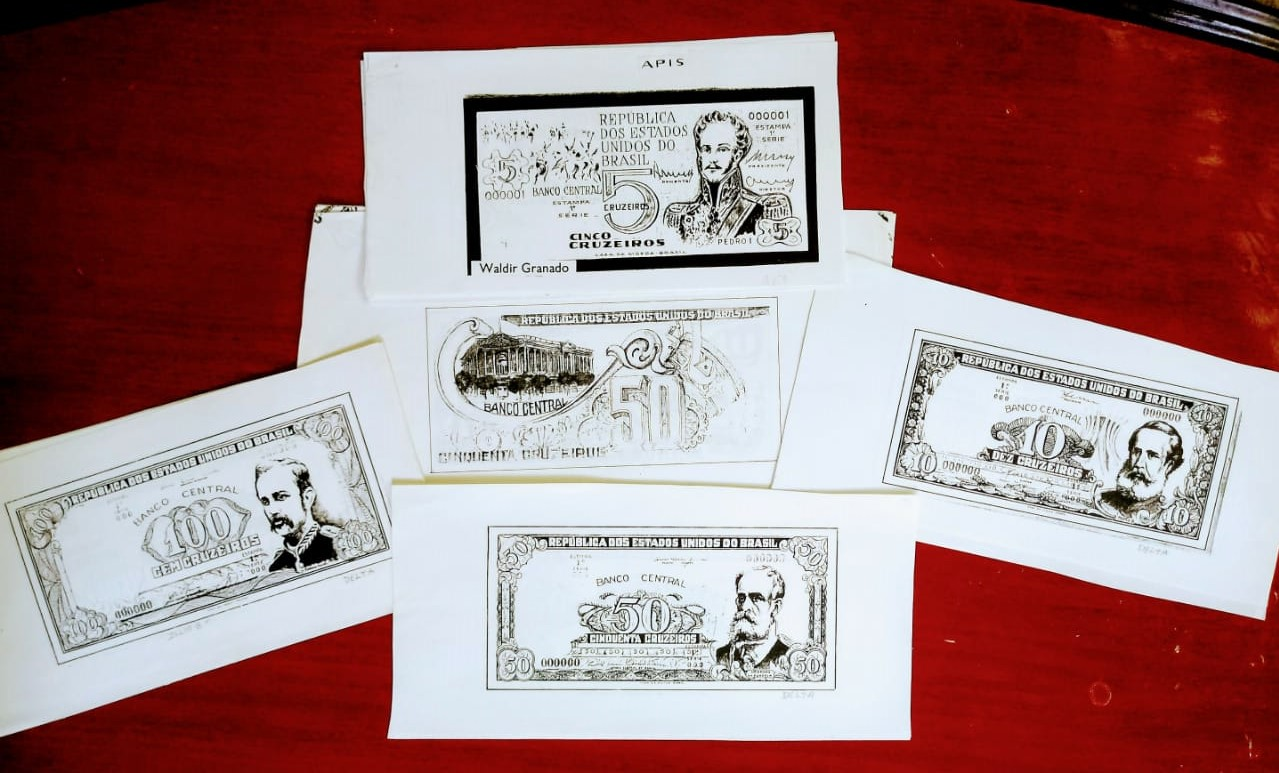
Cédulas que participaram do concurso de 1966 para escolha do padrão Cruzeiro (1970–1986).

## História

### O início

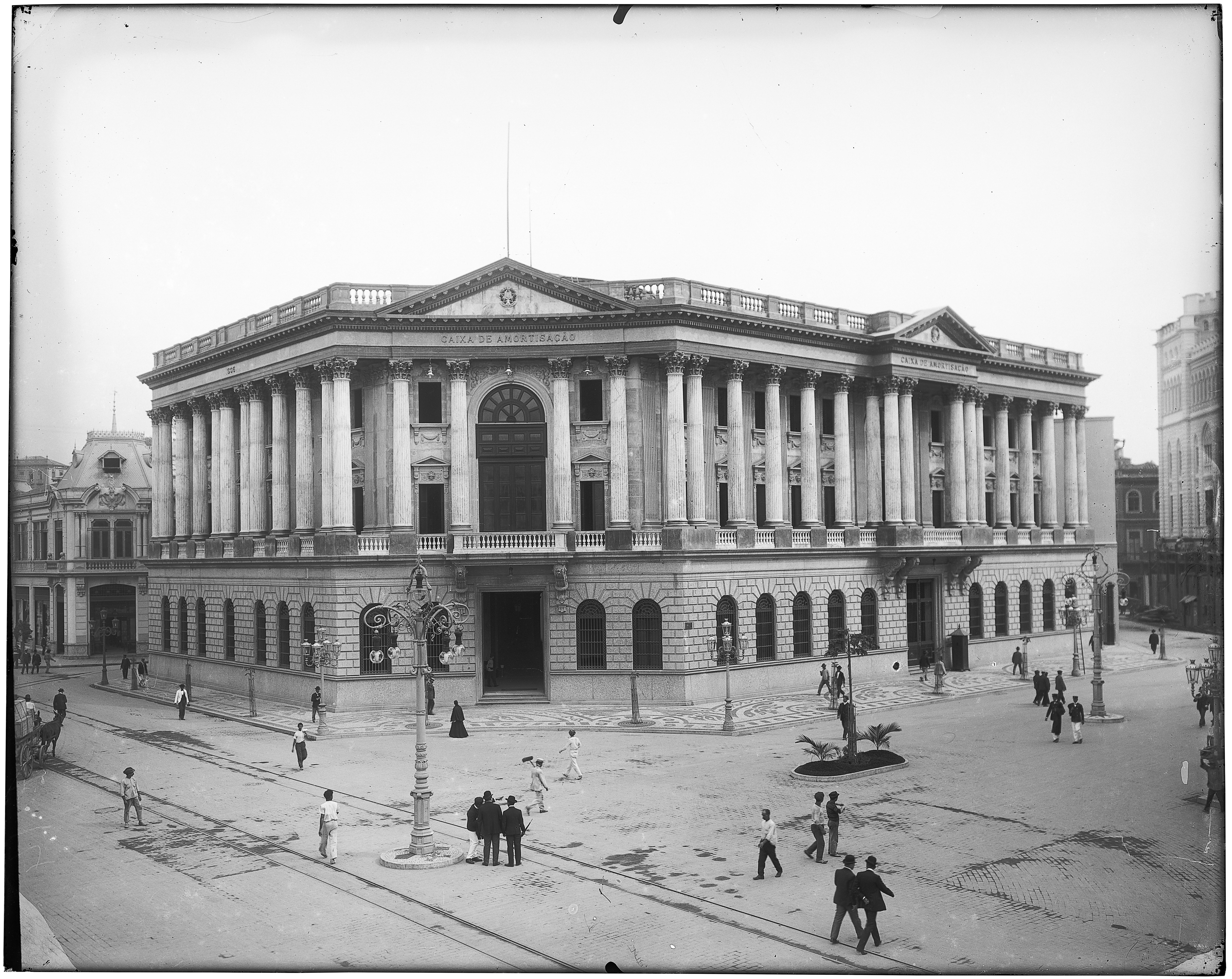
Palacete neoclássico da Caixa de Amortização, onde funcionou a primeira sede do museu (Coleção Instituto Moreira Salles).

Em 17 de agosto de 1966, a Diretoria Colegiada do Banco Central do Brasil autorizou a organização do Museu de Valores. Durante os seis anos seguintes, esforços foram empreendidos para organização do acervo, preparação de pessoal e planejamento das instalações e atividades. 
O local escolhido para a instalação do Museu de Valores foi o pavimento térreo do edifício da primeira sede do Banco Central, no prédio histórico onde haviam funcionado as Caixas de Conversão, de Estabilização e de Amortização, na Avenida Rio Branco, na cidade do Rio de Janeiro. A inauguração ocorreu em 31 de agosto de 1972, como parte das comemorações do sesquicentenário da Independência do Brasil.

### A mudança para Brasília
Com a construção do Edifício-Sede do Banco Central do Brasil, em Brasília, o Museu de Valores recebeu novas instalações, adaptadas às necessidades de preservação, exposição e segurança de seu acervo. A inauguração do museu na capital federal, em 8 de setembro de 1981, foi na mesma data de inauguração do Edifício-Sede do Banco Central. Para coroar a data, foi lançada a segunda família de cédulas do Cruzeiro. A solenidade de inauguração do Banco Central e do Museu de Valores contou com a presença do Presidente da República à época, Sr. João Baptista de Oliveira Figueiredo, e de outros ilustres convidados, entre os quais Paul A. Vocker, Chairman do Federal Reserve System, e Alexandre Kafka, Diretor-Executivo do Fundo Monetário Internacional.

### A abertura da Galeria de Arte
Desde o recebimento como dação em pagamento nos processos de liquidação de bancos, as obras de arte receberam tratamento especial em relação a outros bens que tinham de ser colocados à venda no prazo de seis meses pelo Banco Central do Brasil. As primeiras ideias para a criação de um espaço para exibição desse relevante patrimônio artístico surgiram somente em 1986. Nesse ano, a Diretoria Colegiada do Banco Central determinou que as obras de maior valor artístico não fossem mais utilizadas na ornamentação dos espaços de trabalho. A única exceção é o painel Descobrimento do Brasil, de Portinari, localizado no Salão Nobre do 8º andar, disponível para visitação pública. 
A Diretoria reconhece, ainda, a importância dessas obras de arte como “acervo destinado, primordialmente, a exibição ao público com objetivo de difusão cultural”, como consequência dos contatos preliminares com a Fundação Nacional Pró-Memória, entidade supervisionada pelo Ministério da Cultura (MinC) que funcionou como braço executivo da política de proteção ao patrimônio cultural, de 1979 a 1990.
Motivado pelo sentimento de preservação da cultura nacional e de valorização da imagem do Banco, criou-se, à época, o grupo de trabalho GT Acervo, responsável por retomar um trabalho inconcluso em 1985 de abertura de um local de exposição. 
Como consequência, a Galeria de Arte do Banco Central foi inaugurada em 3 de outubro de 1989, por ocasião dos 25 anos do Banco Central. Os doze painéis de Portinari da série “Cenas Brasileiras” foram exibidos ao lado de obras de outros artistas modernistas brasileiros. Além da equipe interna, a concretização do espaço da Galeria contou com a contribuição do Museu de Arte de São Paulo (Masp), do Museu Nacional de Belas Artes (MNBA) e do Projeto Portinari, por meio de serviços de consultoria e atividades de montagem de exposição e restauração, em geral sem custos para o Banco Central.
Em 1997, a Galeria foi fechada para reforma e reabriu em 2006, com a exposição “O Óleo e o Ácido”.

## O Museu
Em termos organizacionais, o Museu de Valores integra a estrutura do Departamento de Promoção da Cidadania Financeira (Depef), que, por sua vez, é vinculado ao Diretor de Relacionamento Institucional e Cidadania (Direc).
Atualmente, o Museu se localiza no 1º subsolo do edifício sede do Banco Central do Brasil, ocupando uma área de cerca de 1 300m2. São cinco salas com exposições permanentes: 
1. Sala Brasil: mostra a história do dinheiro no Brasil, desde as moedas-mercadoria e as primeiras moedas que vieram com os colonizadores portugueses, até as últimas emissões antes da criação do Banco central do Brasil. São cédulas, moedas e valores que circularam no país nos períodos Colônia, Reino Unido, Império e República.
2. Sala Emissões do Banco Central: reúne cédulas e moedas emitidas a partir da criação do Banco Central do Brasil, que tem como uma de suas funções a de emitir o dinheiro a ser colocado em circulação.
3. Sala Mundo: mostra cédulas e moedas dos mais diversos países.
4. Sala Curiosidades Monetárias: apresenta uma seleção de exemplares que foge à regra geral do que se espera quando se pensa em dinheiro – uma peça metálica, em forma circular, ou uma nota de papel. As peças expostas chamam a atenção para alguns aspectos curiosos ou incomuns, seja pelo formato, pelo conteúdo ou pelo sentido histórico que ostentam.
5. Sala Ouro: expõe o ouro em diversos formatos, ressaltando o processo de fundição, refino e cunhagem. É possível apreciar a Canaã, a maior pepita em exposição no mundo – e a maior já encontrada no Brasil.

## Acervos
O Museu de Valores possui dois tipos de acervo, o numismático e o artístico, os quais foram incorporados por razões e de maneiras muito distintas.

### Acervo numismático
O acervo numismático é composto por cerca de 135 mil peças, brasileiras e estrangeiras, abrangendo meios de pagamento antigos e modernos. Estão presentes moedas, cédulas, condecorações, medalhas, títulos públicos e particulares, documentos históricos, além de documentos e objetos que caracterizam o progresso tecnológico da fabricação do dinheiro, como matrizes de cédulas, cunhos, desenhos originais de cédulas e moedas.
A formação do acervo se iniciou em 1966, com a compra da coleção de cédulas do colecionador Omar Paiva. As primeiras coleções compradas foram conjuntos fechados. Posteriormente, o Museu de Valores buscou adquirir peças específicas com o intuito de completar os conjuntos já existentes ou incluir peças de valor numismático relevante. As escolhas foram feitas após análise de numismatas e servidores especialistas na área, com especial destaque a F. dos Santos Trigueiros. Foram ainda recebidas peças provenientes do Tesouro Nacional, da Caixa de Amortização e do Banco do Brasil.

#### Coleções

##### Moedas e cédulas brasileiras
O Museu de Valores possui uma das mais completas coleções de moedas e cédulas brasileiras, com peças representativas de todos os períodos da história do País. Essa coleção inclui exemplares de extrema raridade, caso da chamada Peça da Coroação, da qual foram cunhadas apenas 64 moedas para comemorar a coroação de D. Pedro I como imperador do Brasil em 1822. 

##### Moedas e cédulas estrangeiras
O dinheiro revela muito da identidade cultural de cada povo - costumes, valores, personagens históricos, tipos humanos, recursos econômicos, fauna, flora. Reunindo de antigas moedas chinesas aos mais recentes valores lançados por diversos países, a coleção estrangeira do Museu de Valores permite acompanhar a evolução tecnológica do dinheiro no mundo e as transformações por que passaram os povos no decorrer do tempo. Poderia colocar as fotos da moeda bote (China) e alguma foto do euro, por exemplo.

##### Ouro
O Banco Central é o órgão responsável pela reserva-ouro do País. Em razão disso, o Museu tem condições de expor ao público exemplares de barras de ouro, pepitas e outras curiosidades que mostram a beleza, a raridade e a utilidade desse metal precioso, que sempre provocou fascinação no ser humano.
Em destaque, pode-se ver a maior pepita de ouro encontrada no Brasil: pesa 60,820 kg (52,332 kg de ouro contido) e foi encontrada no garimpo de Serra Pelada, no Pará.

##### Outras coleções
Reúnem objetos que guardam afinidade com o universo dos valores monetários, como medalhas, condecorações, sinetes, pesos monetários e mercadorias que já foram utilizadas como meios de pagamentos. Incluem também peças representativas dos processos de fabricação do dinheiro, em suas diversas etapas, formando uma coleção de tecnologia: desenhos originais, matrizes, cunhos, discos monetários, papéis de segurança, estudo de cores, folhas progressivas etc.

### Acervo artístico
O Banco Central possui 554 obras de arte de caráter museológico. São pinturas, desenhos, gravuras e esculturas, principalmente de artistas brasileiros relacionados ao modernismo.
A formação do acervo de arte iniciou-se na década de 1970, principalmente em decorrência de processos de liquidação de bancos que deixavam de atuar no mercado financeiro brasileiro. Mais de 90% das peças que hoje compõem a Coleção de Arte do Museu de Valores foram incorporadas em consequência da quebra e da saída do mercado, em 1974, de duas instituições financeiras, os bancos de investimentos Halles e Áurea.
Em decorrência da intervenção no Banco Halles de Investimentos, o Banco Central recebeu treze painéis de Candido Portinari – o grande painel Descobrimento do Brasil e os doze trabalhos da série Cenas Brasileiras.
O segundo episódio de recepção de obras de arte pelo Banco Central em pagamento de créditos ocorreu quando o Banco Áurea de Investimentos saiu do mercado financeiro, também em 1974. Esse banco era uma das instituições que financiavam a atuação da Galeria Collectio no mercado de artes de São Paulo, no final dos anos 1960 e princípio da década de 1970.
A Galeria Collectio, inaugurada no final de 1969, concentrava-se em grandes nomes do mercado das artes plásticas – em regra, artistas ligados ao modernismo ou a seus desdobramentos. Aliava a atuação comercial e editorial inovadora à ousada política de financiamento, tento de duas aquisições quanto de suas vendas em leilões. No contexto de emergência econômica brasileira daquele período, contribuiu para momento inédito de valorização da arte brasileira e profissionalização nesse campo.
Um numeroso conjunto de obras de artistas modernos constituía garantia de empréstimos tomados pela Galeria Collectio no Banco Áurea de Investimentos. Em fins de 1973, graves problemas financeiros, aos quais se somou o falecimento de seu proprietário, José Paulo Domingues da Silva, resultaram na falência da galeria. Em 1974, o Banco Áurea de Investimentos recebeu grande número de obras de arte de alguns dos principais nomes das artes plásticas brasileiras.
Constam do portfólio da galeria obras de pioneiros modernistas, como Alberto da Veiga Guignard, Antônio Gomide, Cícero Dias, Emiliano Di Cavalcanti, Ismael Nery, Tarsila do Amaral e Vicente do Rego Monteiro. Da segunda e da terceira gerações modernas provinham trabalhos de nomes já consagrados, como Aldemir Martins, Aldo Bonadei, Alfredo Volpi, Antônio Bandeira, Clóvis Graciano, Fulvio Pennacchi e Milton Dacosta. A eles, somavam-se nomes em ascensão naquele momento, tais como Guilherme de Faria, Maciej Babinski, Marcelo Grassmann e Tuneu.